# Mínim conreu
El Mínim conreu o sembra directa és una tècnica de conreu orientada a la conservació del sòl.
L'origen d'aquesta forma de conrear es troba a mitjan segle XX als Estats Units, està basada en la comprovació que moltes de les llaurades que es fan són en realitat innecessàries i fins i tot faciliten l'erosió del sòl, ja que eliminen la vegetació superficial deixant-lo desprotegit dels efectes del vent i la pluja.
La tècnica es fa amb l'ajut d'una maquinària especial que permet a la vegada llaurar, adobar i sembrar la llavor sobre les restes del conreu anterior. Com ja no es llaurarà més el terreny les males herbes s'eliminen amb herbicides.
Es fa servir en conreus extensius, generalment els herbacis i també s'aplica en fruticultura.
Actualment, segons dades de la FAO, la sembra directa ocupa al voltant de 70 milions d'hectàrees a tot el món. Els principals països on s'utilitza són Estats Units Brasil i l'Argentina.

## Avantatges
- Menors costos de producció de la collita (relativament).[1]
- Disminució de l'erosió del sòl per la reducció de llaurades, ja que el sòl queda protegit per restes vegetals.
- Augmenta el contingut de matèria orgànica del sòl i la fertilitat
- Millora el cicle dels nutrients Nitrogen, Fósfor, Potassa, etc.
- Aprofita millor l'aigua, ja que augmenta la capacitat de retenció del terreny
- No s'allibera tanta quantitat de CO₂ a l'atmosfera (disminució de l'efecte hivernacle)

## Inconvenients
- Necessita una maquinària especial que és més cara
- L'ús d'herbicides és obligatori i això és incompatible amb l'agricultura ecològica.
- Algunes males herbes es fan resistents, hi ha l'anomenada "inversió de la flora" amb el resultat d'acabar tenint altres plantes infestants que són difícils d'eliminar.
- Les restes de conreu atrauen rosegadors perjudicials.